# Котляр, Иван Прокопьевич
Иван Прокопьевич Котляр — советский хозяйственный и государственный деятель, лауреат Государственной премии СССР за выдающиеся достижения в труде.

## Биография
Родился в 1932 году. Член КПСС.
В 1954—1991 — машинист экскаватора, бригадир экскаваторщиков механизированной колонны номер 14 треста «Средазстроймеханизация» Министерства транспортного строительства СССР, Павлодарская область Казахской ССР.
За личный вклад в дело внедрения сквозного поточного бригадного подряда в строительстве был в составе коллектива удостоен Государственной премии СССР за выдающиеся достижения в труде 1983 года.
Жил в Павлодаре.

## Награды
- Орден Ленина
- Орден Октябрьской Революции
- Орден Трудовой Славы II степени
- Орден Трудовой Славы III степени